# District de Jhabua
Le district de Jhabua  (hindi : झाबुआ जिला) est un district  de l'état du Madhya Pradesh, en Inde,

## Géographie
Au recensement de 2011, sa population compte 1 024 091 habitants.
Son chef-lieu est la ville de Jhabua. 